# DeviantArt
DeviantArt (w latach 2001–2014 deviantART) – społeczność internetowa dla artystów. Została ona uruchomiona 7 sierpnia 2000 roku przez Scotta Jarkoffa (jark) i Matta Stephensa (matteo). Obecnym CEO jest Angelo Sotira.
Ideą serwisu jest zapewnienie artystom miejsca na prezentowanie i dyskusję na temat swoich prac oraz budowanie społeczności takich osób. W sierpniu 2008 r. serwis miał 8 mln użytkowników, wystawiających w swoich galeriach ponad 62 mln prac, natomiast w sierpniu 2010 roku liczba użytkowników przekraczała 14,5 mln przy 100 mln prac. Dziennie na serwery zostaje przesłanych około 140 tys. prac.
Ważnym aspektem serwisu jest jego różnorodność, zarówno pod względem dziedzin sztuki zamieszczanych tam prac, jak i poziomu ich wykonania. Jest więc miejscem pozwalającym zarówno promować się i zarabiać (dzięki sprzedaży swoich prac) profesjonalnym artystom, oraz kształcić się początkującym amatorom.

## Kategorie prac
Dodając prace do swoich galerii użytkownicy klasyfikują je korzystając z następujących kategorii (każda posiada większą liczbę podkategorii):
- Digital Art (Sztuka cyfrowa) – prace wykonane całkowicie przy użyciu komputera lub poddane obróbce przy jego pomocy
- Traditional Art (Sztuka tradycyjna) – np. szkice ołówkowe lub malarstwo, czyli prace plastyczne wykonane techniką tradycyjną, bez użycia komputera
- Photography (Fotografia) – wszystkie dziedziny fotografii
- Artisan Crafts (Rzemiosło) – obiekty takie jak origami, maskotki, biżuteria, przedmioty z drewna itp.
- Literature (Literatura) – wszelkie rodzaje i gatunki poezji i prozy
- Customization – wszelkiego rodzaju materiały służące do dostosowywania systemu lub innych rzeczy, czyli np. tapety, ikony, motywy
- Flash – animacje i gry w formacie flash
- Design & Interfaces – projekty przedmiotów użytkowych i artystycznych, również obiektów cyfrowych
- Cartoons & Comics (Kreskówki i komiksy) – te style w różnych technikach
- Anthro – prace w różnych technikach dotyczące stylu anthro – opiera się on na postaciach będących połączeniem przedstawień ludzi i zwierząt
- Manga/Anime – prace wykonane w stylu mangi i anime wykonane różnymi technikami
- Fan Art – prace fanów na podstawie materiałów objętych prawami autorskimi, takimi jak książki, filmy, gry itd.
- Fractal Art – prace bazujące na fraktalach
- Game Development Art – prace zaprojektowane z myślą o grach
- Resources & Stock Images – różnego rodzaje „pomoce” dla użytkowników – poradniki, gotowe tekstury i obiekty, czcionki oraz zdjęcia przeznaczone do przeróbek
- Community Projects – miejsce na prace ściśle związane z jakimiś wydarzeniami, uroczystościami itp.
- Contests – kategoria na prace związane z konkursami organizowanymi w serwisie
- DeviantArt Related – klasyfikuje się tak wytwory dotyczące samego serwisu oraz pomocne jego użytkownikom, w tym dość popularne wśród użytkowników tzw. „stampy”, czyli niewielkie obrazki z ramką stylizowaną na znaczek pocztowy (z ang. stamp – znaczek pocztowy)
- Scraps (skrawki) – mniej oficjalne i reprezentatywne szkice, zdjęcia itp.; nie są wyświetlane w głównej galerii

W końcówce października 2011 została wprowadzona kategoria Journals (Dzienniki), pozwalająca wyszukiwać wpisy użytkowników do ich dzienników. Wcześniej funkcja dzienników nie była zintegrowana z wyszukiwaniem, a także nie można było dodawać wpisów do ulubionych (Favourites). Dodano także inne funkcje.

## DeviantArt Eclipse
Na początku listopada 2018 roku DeviantArt uruchomił stronę promocyjną prezentującą nową aktualizację, zatytułowaną „Eclipse”. Na stronie można było zaobserwować co będzie obejmowała aktualizacja - minimalistyczny design, tryb ciemny, zmodyfikowano edycję CSS, usprawniono filtrowanie poprzez „Love Meter”, nagłówki w profilu i wiele inne kosmetyczne zmiany i usprawnienia. Aktualizacja miała również zawierać brak reklam ze stron trzecich oraz ulepszone funkcje dla użytkowników z rangą CORE.
14 listopada 2018 beta wersja aktualizacji stała się dostępna dla użytkowników z rangą CORE, którzy wyrazili chęć udziału w beta testach. 21 października 2018 strona ogłosiła, że ponad 4000 użytkowników wypróbowało eclipse oraz strona otrzymała ponad 1700 indywidualnych formularzy zwrotnych odnośnie do błędów, propozycji usprawnień oraz ocen. 6 marca 2019 DeviantArt oficjalnie uruchomił Eclipse dla wszystkich użytkowników z możliwością zmiany strony na stary wygląd.
20 maja 2020 stara strona została wyłączona z użytku, pozostawiono dostępną tylko wersję Eclipse. Aktualizacja spotkała się z dużą niechęcią ze strony społeczności, która za główne jej powody uznała trudności w nawigowaniu, zbytnie uproszczenie wyglądu strony (co miało uczynić stronę „mało profesjonalną") oraz szereg innych problemów. Spowodowało to odejście wielu artystów korzystających z platformy.